# Weltmeisterschaften im Gewichtheben 1905
Im Jahr 1905 fanden die 6., 7. und 8. Weltmeisterschaften im Gewichtheben statt:
- Berlin, Deutsches Kaiserreich vom 8. bis 10. April 1905 mit 41 Gewichthebern aus vier Nationen[2]
- Duisburg, Deutsches Kaiserreich vom 11. bis 13. Juni 1905 mit sieben Gewichthebern aus zwei Nationen[2]
- Paris, Frankreich vom 16. bis 30. Dezember 1905 mit sechzehn französischen Gewichthebern[2]

## Medaillengewinner
| Disziplin                                   | Gold             | Silber              | Bronze            |
| ------------------------------------------- | ---------------- | ------------------- | ----------------- |
| 6. Weltmeisterschaften in Berlin, Vierkampf |                  |                     |                   |
| Leichtgewicht                               | Nikolaus Winkler | Albert Hansen       | Paul Grimm        |
| Mittelgewicht                               | Otto Walther     | Josef Lindinger     | Edmund Danzer     |
| Superschwergewicht                          | Josef Steinbach  | Karl Witzelsberger  | Franz Pitka       |
| 7. Weltmeisterschaften in Duisburg          |                  |                     |                   |
| Fünfkampf                                   | Josef Steinbach  | Heinrich Neuhaus    | Alois Selos       |
| 8. Weltmeisterschaften in Paris, Fünfkampf  |                  |                     |                   |
| Leichtgewicht                               | Pierre Buisson   | Charles Liébault    | Marcel Boutellier |
| Mittelgewicht                               | André Dufour     | Miche Blayac        | Roger Morbu       |
| Superschwergewicht                          | Émile Schweitzer | Jean-Pierre Péchaud | Gustave Laqueille |

## Medaillenspiegel
Die Platzierungen im Medaillenspiegel sind nach der Anzahl der gewonnenen Goldmedaillen sortiert, gefolgt von der Anzahl der Silber- und Bronzemedaillen (lexikographische Ordnung). Weisen zwei oder mehr Nationen eine identische Medaillenbilanz auf, werden sie alphabetisch geordnet auf dem gleichen Rang geführt.
| Rang | Nation                | Gold | Silber | Bronze | Gesamt |
| ---- | --------------------- | ---- | ------ | ------ | ------ |
| 1.   | Frankreich            | 3    | 3      | 3      | 9      |
| 2.   | Deutsches Kaiserreich | 2    | 3      | 2      | 7      |
| 3.   | Cisleithanien         | 2    | 1      | 2      | 5      |